# Theia
Theia var i grekisk mytologi en av titanerna, gift med Hyperion och mor till Helios, Selene och Eos. Hon var dotter till Gaia och Uranos. Hon är ibland även omnämnd som guldets gudinna.